# جمشیدقلی قطب‌شاه
جمشیدقلی قطب‌شاه دومین فرمانروای سلطنت گلکنده تحت سلسله قطب‌شاهیان بود. او از ۱۵۴۳ تا ۱۵۵۰ حکومت کرد.

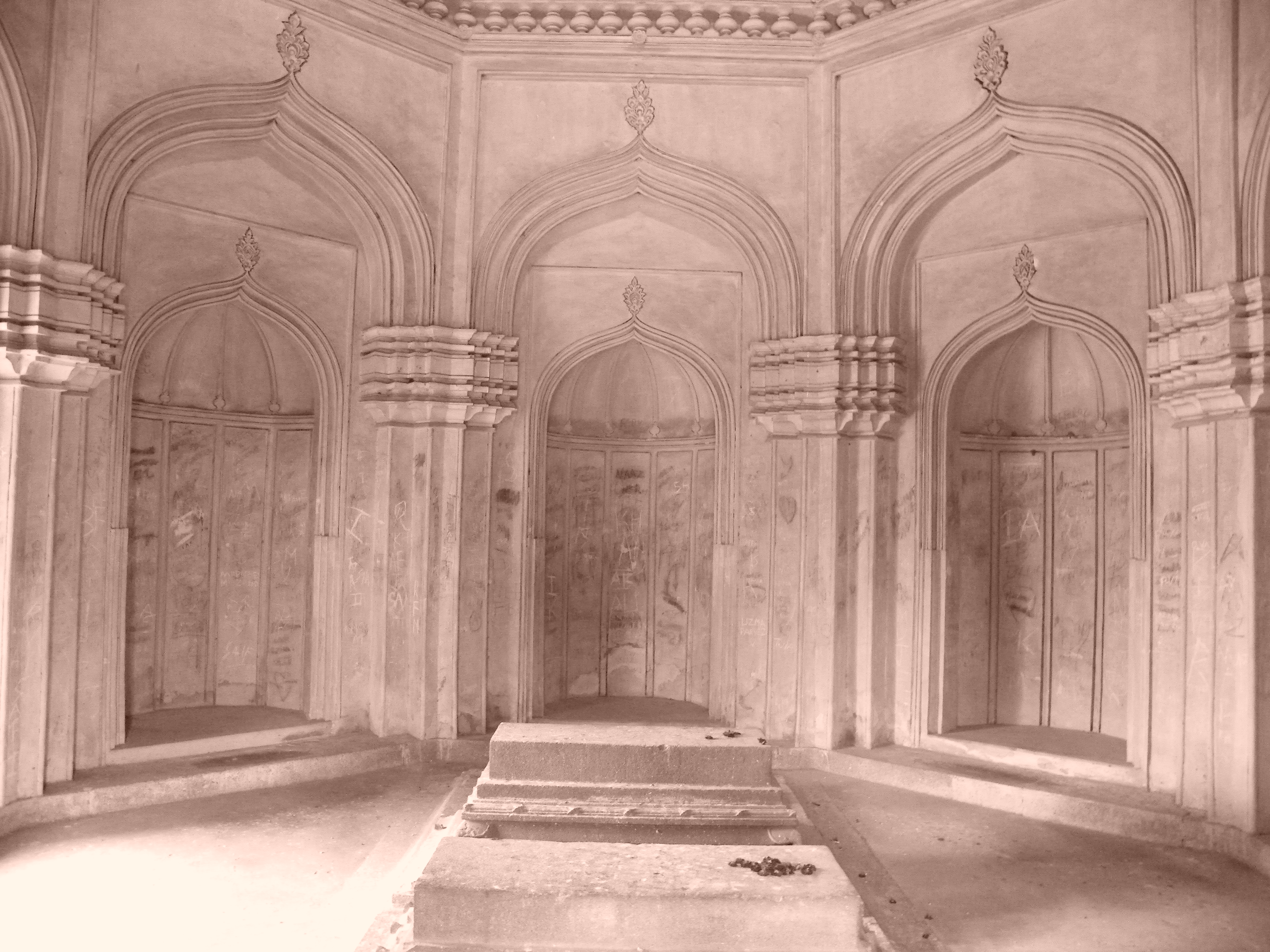
قبر دومین سلطان قطب‌شاهیان جمشیدقلی قطب‌شاه

سلطانقلی قطب‌الملک، پدر جمشید سلسله قطب‌شاهیان را تأسیس کرد و اولین مسلمانی بود که بر کل منطقه تلوگو حکومت می‌کرد. در سال ۱۵۴۳، جمشیدقلی قطب‌شاه پدرش را به قتل رساند و برادر بزرگترش که وارث تاج و تخت بود را کور کرد. همچنین برادر دیگرش ابراهیم قلی را مجبور به فرار به ویجایاناگارا کرد. پس از مرگ پدرش او خود را سلطان اعلام نکرد، اما سران محلی را مجبور کرد که فرمانروایی او را بپذیرند و از بریدشاهیان قلعه‌هایی را به دست آورد.
اطلاعات کمی از سلطنت جمشید وجود دارد، اما از او به عنوان ظالم یاد می‌شود. جمشید در سال ۱۵۵۰ بر اثر سرطان درگذشت.